# Kinnhalterschlüssel

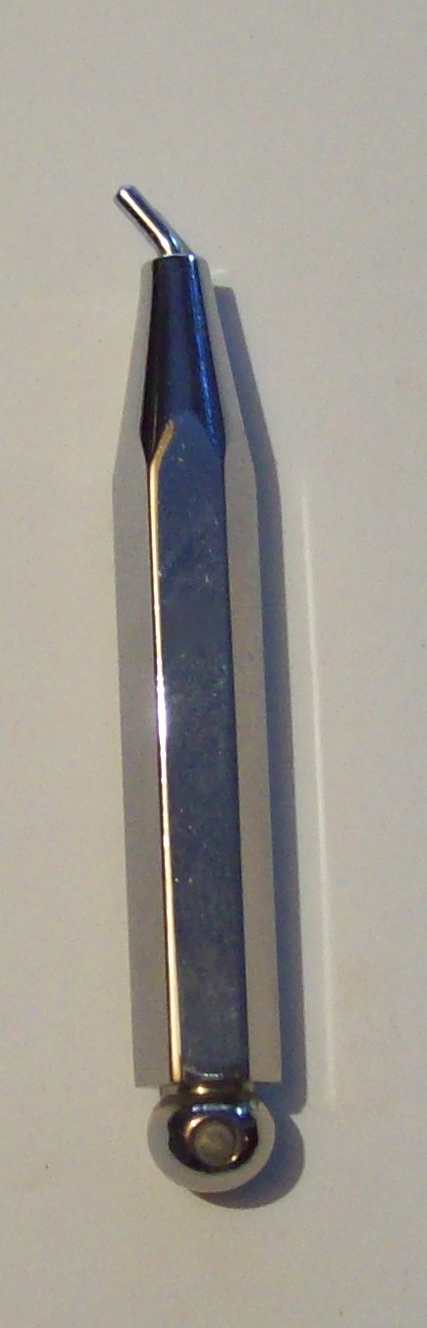
Kinnhalterschlüssel

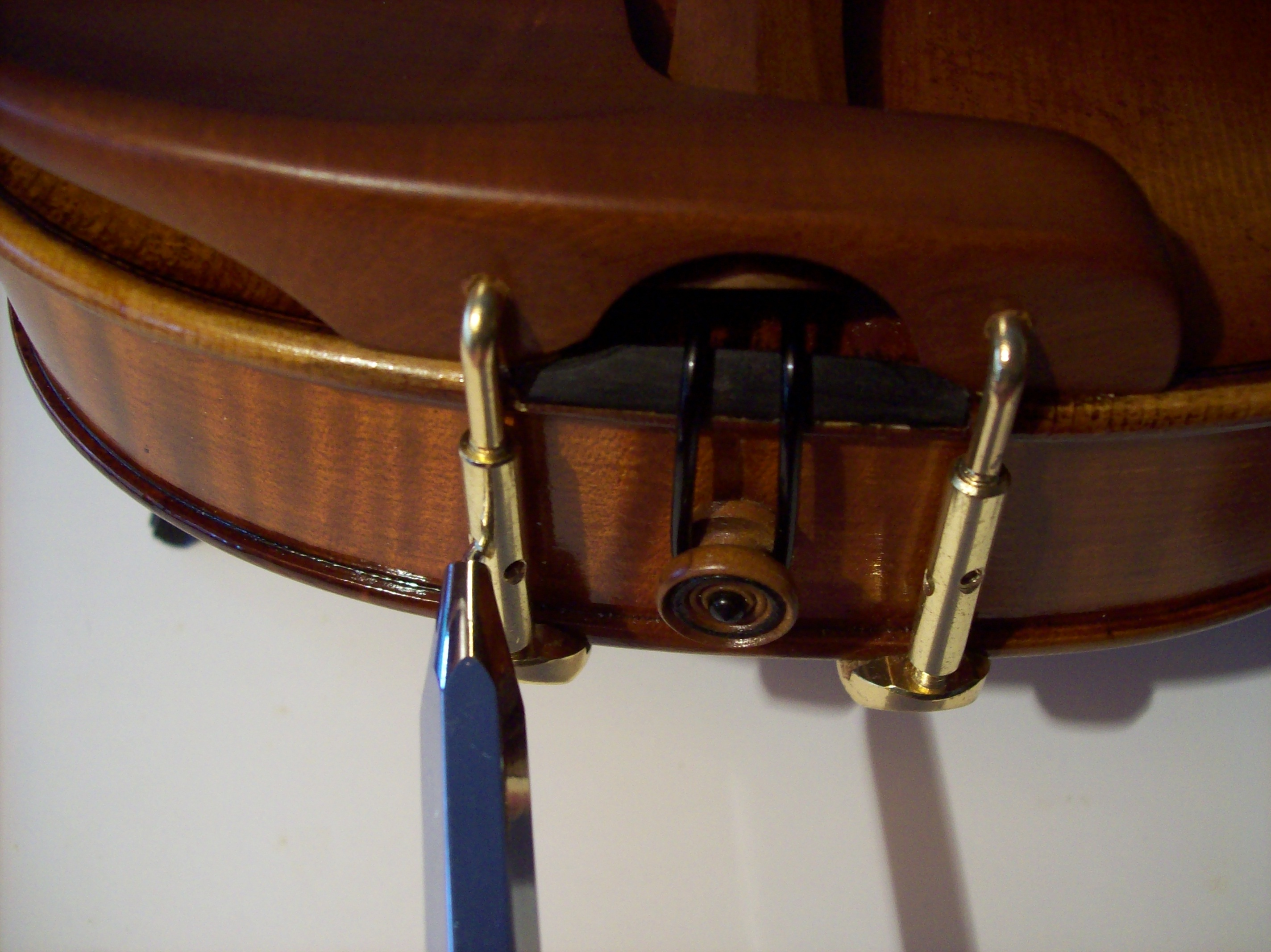
Kinnhalterschlüssel in die Stellschraube gesteckt

Der Kinnhalterschlüssel ist ein Werkzeug für den Geigenbau.
Mit Hilfe des Schlüssels wird die Stellschraube des Kinnhalters fest- oder losgedreht. Die Spitze des Schlüssels ist den Lochungen der handelsüblichen Schrauben angepasst.